# Gilgo
Gilgo es un lugar designado por el censo ubicado en el condado de Suffolk en el estado estadounidense de Nueva York. En el año 2010 tenía una población de 131 habitantes.

## Geografía
Gilgo se encuentra ubicado en las coordenadas 40°38′10″N 73°23′1″O / 40.63611, -73.38361.